# قطعنامه ۵۲۸ شورای امنیت
قطعنامه  ۵۲۸ شورای امنیت سازمان ملل متحد که در تاریخ ۲۱ دسامبر ۱۹۸۲ تصویب شد، سندی بین‌المللی دربارهٔ زبان های کار شورای امنیت است. این قطعنامه طی نشست ۲۴۱۰ام    تصویب شد.